# Кралство Гърция
Вижте пояснителната страница за други значения на Гърция.
Кралство Гърция (на гръцки: Βασίλειον τῆς Ἑλλάδος) е наименованието на гръцката държава от 1832 до обявяването на страната за република през 1974 година. От 1924 до 1935 Гърция също е република, но монархията е възстановена. След седемгодишна военна диктатура през 1974 година монархията в Гърция е окончателно премахната.
От 1832 до 1843 година Гърция е абсолютна монархия. Следствие от масовото народно недоволство през последната година, страната се сдобива с конституция.

## Управление на крал Ото, 1833 – 1863
Управлението на Ото се оказва проблемно, но той успява да се задържи на власт 30 години. През ранните години на неговото управление група баварски регенти управляват от негово име и са много непопулярни, защото се опитват да наложат германските идеи за твърдо йерархично управление, като същевременно не допускат гърци до най-важните държавни служби. Те полагат основите на гръцката администрация, армия, съдебна система и образователна система. Ото е искрен в желанието си да даде на Гърция добро управление, но страда от два големи недостатъка: римокатолическата си вяра и бездетния си брак с кралица Амалия. Това означава, че той не може да бъде коронясан като крал на Гърция по православен обред, нито да създаде династия.
Ото навършва пълнолетие през 1835 г. и поема управлението, но баварците остават начело на правителството до 1837 г. След това Ото назначава гръцки министри, въпреки че баварските служители все още ръководят голяма част от армията. По това време Гърция все още няма законодателна власт и конституция. Недоволството от продължаващата „баварокрация“ нараства до избухването на въстание от 3 септември 1843 година в Атина. Ото склонява да приеме конституция и свиква Национално събрание, което се събира през ноември и работи до май 1844 г. С приетата конституция се създава двукамарен парламент, състоящ се от Асамблея (Vouli) и Сенат (Герусия). Изпълнителната власт принадлежи на краля и се упражнява от назначени от него министри, а съдебната власт се упражнява от назначени от краля несменяеми съдии. Конституцията дава много широки права на краля, поради което борбата за ограничаването им продължава.
Гръцката политика през XIX век е доминирана от „националния въпрос“. По-голямата част от гърците продължават да живеят под османско владичество и свободните гърци мечтаят да освободят всички и да установят държава, обхващаща всички гръцки земи, със столица Константинопол. Тази Велика идея (Мегали идея) се поддържа с почти непрекъснати бунтове срещу османското владичество в гръкоговорящите територии, особено Крит, Тесалия и Македония.
Когато избухва Кримската война през 1854 г., Гърция вижда възможност да осъществи тези идеи и се надява на значителна подкрепа от Русия като православна нация. С участието на руската дипломация през 1850 г. Цариградската патриаршия признава самостоятелността на гръцката православна църква. Руското правителство обаче решава, че е твърде опасно да помогне на Гърция да разшири притежанията си. Когато руснаците атакуват османските сили, Гърция нахлува в Тесалия и Епир. За да блокират по-нататъшни гръцки ходове, британците и французите окупират главното гръцко пристанище Пирея от април 1854 г. до февруари 1857 г. Гърците, залагайки на руска победа, подстрекават широкомащабното Епирско въстание от 1854 г., както и въстания в Крит. Бунтовете обаче се провалят и Гърция не печели нищо след края на Кримската война, която Русия губи. Въпреки че не постига външнополитическите си цели, през 1856 г. Гърция подписва договор за търговия и мореплаване с османците, с който получава възможност за стопанско проникване в империята. Гърците могат да търгуват свободно и се ползват с правата на най-облагодетелствана нация. Имат право да изпратят свои консули навсякъде в Османската империя, където имат интереси. Това създава условия за укрепване на гръцката буржоазия и за мирно проникване в империята.
Новото поколение гръцки политици става все по-недоволно от продължаващата намеса на крал Ото в управлението. През 1862 г. кралят освобождава своя министър-председател, бившия адмирал Константинос Канарис, най-видният политик от периода. Това провокира военен бунт, принуждавайки Ото да приеме неизбежното и да напусне страната на борда на британски военен кораб.
След това гърците молят Великобритания да изпрати сина на кралица Виктория принц Алфред като техен нов крал, но другите сили налагат вето. Крал става младият датски принц Вилхелм Датски като крал Георгиос I. Той е много популярен като конституционен монарх и се съгласява синовете му да приемат гръцката православна вяра. Като награда на гърците за приемането на пробритански крал, Великобритания отстъпва Йонийските острови и те са присъединени към Гърция.

## Управление на крал Георгиос I, 1864 – 1913
По настояване на Великобритания и краля Гърция приема много по-демократичната гръцка конституция от 1864 г. Правомощията на краля са намалени, Сенатът е премахнат и избирателните права са разширени до всички възрастни мъже. На изборите се възприема гласуване, при което урната за всеки кандидат е разделена на части с „да“ и „не“, в които гласоподавателите пускат оловни перли. Въпреки това гръцката политика остава силно династична. Като министър-председатели многократно служат представители на фамилиите Заимис, Ралис и Трикупис.
Въпреки че партиите са съсредоточени около отделните лидери, често носещи техните имена, съществуват две широки политически тенденции: либералите, водени първо от Харилаос Трикупис и по-късно от Елефтериос Венизелос, и консерваторите, водени първоначално от Теодорос Делиянис и по-късно от Трасивулос Заимис. Трикупис и Делиянис доминират гръцката политика в края на XIX век, като се редуват. Трикупис подкрепя сътрудничеството с Великобритания във външните работи, създаването на инфраструктура и местна индустрия, повишаването на защитните мита и прогресивното социално законодателство, докато по-популисткият Делиянис приема насърчаването на гръцкия национализъм и Мегали идеята.
Гърция остава много бедна страна през целия XIX век. Страната няма суровини, инфраструктура и капитал. Селското стопанство е предимно на жизнения минимум, а единствените важни експортни стоки са касисът, стафидите и тютюнът. Някои гърци забогатяват като търговци и корабособственици и Пирея се превръща в голямо пристанище, но гръцкото селячество си остава бедно, а Гърция безнадеждно задлъжнява към лондонските финансови къщи.
Към 1890 г. Гърция е на практика фалирала. Бедността е широко разпространена в селските райони и на островите и подтиква широкомащабна емиграция в Съединените щати. В селските райони няма образование. Въпреки това има напредък в изграждането на комуникации и инфраструктура и в Атина са издигнати хубави обществени сгради. Столицата организира възраждането на Олимпийските игри през 1896 г., което се оказа голям успех.
По време на управлението на Георгиос I парламентарният процес се развива значително. Кралският прерогатив при избора на министър-председател първоначално води до правителствена нестабилност, но през 1875 г. реформаторът Харилаос Трикупис въвежда принципа на парламентарно доверие. Клиентелизмът и честите избори обаче остават нещо нормално и осуетяват развитието на страната.
Корупцията и увеличените разходи на Трикупис (за създаване на необходимата инфраструктура като Коринтския канал) претоварват без това слабата гръцка икономика. Това налага обявяването на държавен банкрут през 1893 г. и налагането на орган за международен финансов контрол, за да може страната да изплати дълговете си.
Друг политически въпрос в Гърция през XIX век е въпросът за гръцкия език. Гръцкият народ говори простонародната форма димотика. Много от образованите гърци го смятат за селски диалект и се стремят да възстановят славата на старогръцкия. Впоследствие правителствените документи и вестници се публикуват на катаревуса (пречистена форма на гръцкия), която малко от обикновените гърци могат да четат. Либералите подкрепят признаването на димотика за национален език, но консерваторите и православната църква се съпротивляват дотакава степен, че когато Новият завет е преведен на димотика през 1901 г., в Атина избухват бунтове и правителството пада (Евангелиака). Този въпрос продължава да измъчва гръцката политика до 70-те години на XX век.
Всички гърци обаче са единни в решимостта си да освободят гръкоговорящите провинции на Османската империя. Критското въстание (1866 – 1869) допринася за националистическия устрем. Когато избухва Руско-турската война (1877 – 1878), гръцкият народ е на страната на Русия, но Гърция като държава е твърде бедна и твърде подчинена на британското влияние, за да встъпи официално във войната. Въпреки това през 1881 г. Тесалия и малки части от Епир са отстъпени на Гърция като част от Берлинския договор.
Гърците в Крит продължават редовно да се бунтуват и през 1897 г. гръцкото правителство под ръководството на Теодорос Делигианис, подчинявайки се на народния натиск, обявява война на османците. В последвалата гръцко-турска война от 1897 г. зле обучената и оборудвана гръцка армия е победена. Чрез намесата на Великите сили обаче Гърция губи само малко територия по границата с Турция, докато Крит е учреден като автономна държава под управлението на гръцкия принц Георгиос като Критска държава.
Националистическите настроения сред гърците в Османската империя продължават да растат и до 1890 г. в Македония има постоянни сътресения. Тук гърците се състезават не само с османците, но и с българите, във въоръжена пропагандна борба за сърцата и умовете на етнически смесеното местно население, т. нар. „Македонска борба“.
През юли 1908 г. в Османската империя избухва Младотурската революция. Възползвайки се от османските вътрешни сътресения, Австро-Унгария анексира Босна и Херцеговина, а България обявява своята независимост от Османската империя. На Крит местното население, водено от младия политик Елефтериос Венизелос, обявява Еносис, съюз с Гърция, провокирайки нова криза. Фактът, че гръцкото правителство, ръководено от Димитриос Ралис, се оказва неспособно да се възползва по същия начин от ситуацията и да привлече Крит, разгневява много гърци, особено младите военни офицери. Те сформират тайно общество, „Преврат от Гуди“, с цел да търсят правителствени реформи.
Последвалият преврат от Гуди на 15 август 1909 г. бележи вододел в съвременната гръцка история: тъй като военните заговорници нямат опит в политиката, те канят Венизелос, който има безупречна репутация на либерал, да дойде в Гърция като техен политически съветник. Венизелос бързо се утвърждава като мощна политическа фигура и неговите съюзници печелят изборите през август 1910 г. Венизелос става министър-председател през октомври 1910 г., поставяйки началото на период от 25 години, в който неговата личност доминира гръцката политика.
Венизелос инициира мащабна програма за реформи, включваща нова и по-либерална конституция и реформи в сферата на публичната администрация, образованието и икономиката. Поканени са френски и британски военни мисии съответно за армията и флота и е закупено оръжие. Междувременно слабостите на Османската империя се разкриват от продължаващата итало-турска война в Либия.

## Гръцки крале (монарси)
- Отон I (6 февруари 1833 – 23 октомври 1862)
- Георгиос I (30 март 1863 – 18 март 1913)
- Константинос I (18 март 1913 – 11 юни 1917 и 19 декември 1920 – 27 септември 1922)
- Александрос I (11 юни 1917 – 25 октомври 1920)
- Георгиос II (27 септември 1922 – 25 март 1924 и 3 ноември 1935 – 1 април 1947)
- Павлос I (1 април 1947 – 6 март 1964)
- Константинос II (6 март 1964 – 1 юни 1973)